# Kvantifikace
Kvantifikace je přiřazení kvantity (hodnoty i vícerozměrné, číselné nebo intervalové) entitě reálného světa (vlastnosti jevu, objektu či látky) nebo světa abstraktního (ploše trojúhelníku, logickému výroku ...). Množina přiřazovaných hodnot může být spojitá nebo diskrétní. Kvantifikace je podmíněna existencí metody, která danou kvantifikaci umožňuje. Možnost kvantifikace (existence metody) entity reálného světa je nutnou podmínkou pro zařazení té entity do kategorie veličin.[zdroj?] Je to rozhodující krok k objektivizaci – interpersonalizaci chápání významu dané veličiny (anulování vnitřní vágnosti jejího významu), tedy k cestě z reálného do exaktního světa viz Věda.[zdroj?] Veličina se tak stává významným mostem mezi těmito světy (Isaac Newton: Philosophiæ Naturalis Principia Mathematica, 1687) a tak nástrojem k modelování reálného světa světem exaktním, jinak řečeno k matematizaci vědy.
Mimo výše uvedené kvantifikace se používají množinové kvantifikace. Používají se dvě kvantifikace, jedna s významem „existuje alespoň jeden“, která se nazývá existenční, a druhá s významem „všechny“ nebo „každý“, která se nazývá obecná čili univerzální. Jsou reprezentovány operátory nazývanými kvantifikátory (zavedl Charles Sanders Peirce) existenční označovaný „∃“ a univerzální označovaný „⩝“. Používají se ve formální logice, teorii množin, formální lingvistice či v matematické analýze.

## Význam
Cesta ke kvantifikaci je hledáním vědecké přesnosti (Galileo), neboť vědě nestačí vágní a subjektivní lidský odhad. Kvantifikace je nástroj exaktního světa, odhady jsou nástrojem vágní, subjektivní a emocionální lidské psýchy. Srovnání mezi Aristotelem a Galileem jasně ukazuje, že bez kvantifikace nemůže být objevena téměř žádná přírodní zákonitost. Dvě rozdílné hypotézy o zkoumané přírodní zákonitosti je někdy možné rozlišit pouze na základě dostatečně přesně změřených dat, nikoliv pouze lidským odhadem. Například zda planety obíhají kolem Slunce po kružnicích (Mikuláš Koperník) nebo po elipsách (Johannes Kepler). Kvantifikace v tomto smyslu je základem vědecké metody a poskytla základ pro objektivitu vědy. Získávání dat z reálného světa pro kvantifikaci jeho vlastností se nazývá měření. Postupně byla ve vědě a technice vyvinuta řada metod a normovaných postupů pro správná a přesná měření a vybudovány soustavy měr.